# Alsdorf

Alsdorf [ˈalsdɔʁf] este un oraș din Districtul Aachen, în Renania de Nord-Westfalia, Germania. Este situat la aproximativ 15 km nord-est de Aachen. 